# Juan Bautista Torales
Juan Bautista Torales, anomenat Téju, (9 de març de 1956) és un exfutbolista paraguaià.

## Selecció del Paraguai
Va formar part de l'equip paraguaià a la Copa del Món de 1986 i a la Copa Amèrica de 1979.